# 2023–2024-es magyar gyeplabdabajnokság
A 2023–2024-es magyar gyeplabdabajnokság a kilencvennegyedik gyeplabdabajnokság volt. A bajnokságban négy csapat indult el, a csapatok három kört játszottak, majd 1 győzelemig tartó play-off rendszerű rájátszásban döntöttek a végső helyezésekről.

## Alapszakasz
| #  | Csapat                       | M | Gy | D | V | G+ | G- | P  | Megjegyzés     |
| -- | ---------------------------- | - | -- | - | - | -- | -- | -- | -------------- |
| 1. | Építők HC                    | 9 | 6  | 3 | 0 | 41 | 7  | 20 | 1 pont levonva |
| 2. | Soroksári HC                 | 9 | 5  | 3 | 1 | 48 | 7  | 18 |                |
| 3. | Grassalkovich Piros-Fehér HC | 9 | 4  | 0 | 5 | 17 | 29 | 12 |                |
| 4. | Szt. László DSE              | 9 | 0  | 0 | 9 | 1  | 64 | 0  |                |

* M: Mérkőzés Gy: Győzelem D: Döntetlen V: Vereség G+: Ütött gól G-: Kapott gól P: Pont

## Rájátszás
Elődöntő: Építők HC–Szt. László DSE 17–0 és Soroksári HC–Grassalkovich Piros-Fehér HC 9–1
3. helyért: Grassalkovich Piros-Fehér HC–Szt. László DSE 4–0
döntő: Építők HC–Soroksári HC 2–0